# لا لیگا ۳۲–۱۹۳۱
لا لیگا ۳۲–۱۹۳۱ از ۲۲ نوامبر ۱۹۳۱ آغاز شد و در ۳ آوریل ۱۹۳۲ به پایان رسید. با توجه به آغاز جمهوری دوم اسپانیا، همه باشگاه‌ها عنوان رئال (سلطنتی) را از نام خود حذف کردند و تاج را از بالای آرم‌های خود برداشتند.
اتلتیک بیلبائو به عنوان مدافع قهرمانی در رقابت‌های این فصل حاضر شد. رئال مادرید، بدون شکست در این فصل، نخستین قهرمانی خود در لا لیگا را بدست آورد.

### جایزه پیچیچی

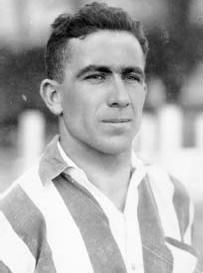
باتا، بهترین گلزن لا لیگا ۳۲–۱۹۳۱

## تیم‌ها
| باشگاه                        | شهر        | ورزشگاه     | ظرفیت  |
| ----------------------------- | ---------- | ----------- | ------ |
| باشگاه فوتبال دپورتیوو آلاوس  | بیتوریا    | مندیزوروتسا | ۷٫۲۱۶  |
| باشگاه آرناس گچو              | گتسو       | ایبایوندو   | ۱۵٫۵۴۰ |
| باشگاه فوتبال اتلتیک بیلبائو  | بیلبائو    | سن مامس     | ۱۷٫۶۲۸ |
| باشگاه فوتبال بارسلونا        | بارسلون    | لس کورتس    | ۲۵٫۰۰۰ |
| باشگاه فوتبال اسپانیول        | بارسلون    | سریا        | ۱۶٫۰۵۵ |
| باشگاه فوتبال راسینگ سانتاندر | سانتاندر   | ال ساردینرو | ۱۱٫۳۰۰ |
| باشگاه فوتبال رئال مادرید     | مادرید     | چامارتین    | ۱۷٫۸۶۲ |
| باشگاه فوتبال رئال سوسیداد    | سن سباستین | آتوچا       | ۹٫۲۱۵  |
| باشگاه رئال یونیون            | ایرون      | گال         | ۱۱٫۹۶۰ |
| باشگاه فوتبال والنسیا         | والنسیا    | مستایا      | ۱۸٫۹۸۰ |

## جدول لیگ و نتایج

### جدول لیگ
| رتبه | تیم             | بازی | برد | مساوی | باخت | گل زده | گل خورده | گل تفاضل | امتیاز | سقوط                    |
| ---- | --------------- | ---- | --- | ----- | ---- | ------ | -------- | -------- | ------ | ----------------------- |
| ۱    | رئال مادرید (C) | ۱۸   | ۱۰  | ۸     | ۰    | ۳۷     | ۱۵       | ۲۲+      | ۲۸     |                         |
| ۲    | اتلتیک بیلبائو  | ۱۸   | ۱۱  | ۳     | ۴    | ۴۷     | ۲۳       | ۲۴+      | ۲۵     |                         |
| ۳    | بارسلونا        | ۱۸   | ۱۰  | ۴     | ۴    | ۴۰     | ۲۶       | ۱۴+      | ۲۴     |                         |
| ۴    | راسینگ سانتاندر | ۱۸   | ۷   | ۶     | ۵    | ۳۶     | ۳۵       | ۱+       | ۲۰     |                         |
| ۵    | آرناس           | ۱۸   | ۷   | ۳     | ۸    | ۳۵     | ۴۲       | ۷−       | ۱۷     |                         |
| ۶    | اسپانیول        | ۱۸   | ۷   | ۱     | ۱۰   | ۳۴     | ۳۹       | ۵−       | ۱۵     |                         |
| ۷    | والنسیا         | ۱۸   | ۶   | ۳     | ۹    | ۳۸     | ۴۷       | ۹−       | ۱۵     |                         |
| ۸    | رئال سوسیداد    | ۱۸   | ۷   | ۰     | ۱۱   | ۳۸     | ۳۵       | ۳+       | ۱۴     |                         |
| ۹    | آلاوس           | ۱۸   | ۵   | ۱     | ۱۲   | ۲۲     | ۴۴       | ۲۲−      | ۱۱     |                         |
| ۱۰   | رئال یونیون (R) | ۱۸   | ۴   | ۳     | ۱۱   | ۲۴     | ۴۵       | ۲۱−      | ۱۱     | سقوط به سگوندا دیویسیون |

1. ↑  اسپانیول با توجه به تفاضل گل بهتر در بازی‌های رو در رو، بالاتر از والنسیا قرار گرفت. والنسیا – اسپانیول ۳–۱، اسپانیول – والنسیا ۳–۰.
2. ↑  آلاوس با توجه به امتیاز بهتر در بازی‌های رو در رو، بالاتر از رئال یونیون قرار گرفت. آلاوس – رئال یونیون ۱–۰، رئال یونیون – آلاوس ۰–۲.

### جایگاه در جدول براساس هفته
| هفته تیم        | ۱  | ۲  | ۳  | ۴  | ۵  | ۶  | ۷  | ۸  | ۹  | ۱۰ | ۱۱ | ۱۲ | ۱۳ | ۱۴ | ۱۵ | ۱۶ | ۱۷ | ۱۸ | منبع  |
| هفته تیم        |    |    |    |    |    |    |    |    |    |    |    |    |    |    |    |    |    |    | منبع  |
| --------------- | -- | -- | -- | -- | -- | -- | -- | -- | -- | -- | -- | -- | -- | -- | -- | -- | -- | -- | ----- |
| رئال مادرید     | ۶  | ۵  | ۴  | ۲  | ۲  | ۳  | ۱  | ۳  | ۲  | ۲  | ۲  | ۲  | ۲  | ۲  | ۱  | ۱  | ۱  | ۱  | [ ۲ ] |
| اتلتیک بیلبائو  | ۵  | ۴  | ۱  | ۱  | ۱  | ۱  | ۲  | ۱  | ۱  | ۱  | ۱  | ۱  | ۱  | ۱  | ۲  | ۲  | ۲  | ۲  | [ ۲ ] |
| بارسلونا        | ۲  | ۲  | ۲  | ۳  | ۳  | ۲  | ۳  | ۲  | ۳  | ۳  | ۳  | ۳  | ۳  | ۳  | ۳  | ۳  | ۳  | ۳  | [ ۲ ] |
| راسینگ سانتاندر | ۳  | ۱  | ۵  | ۵  | ۶  | ۴  | ۴  | ۴  | ۴  | ۴  | ۴  | ۴  | ۴  | ۴  | ۴  | ۴  | ۴  | ۴  | [ ۲ ] |
| آرناس           | ۴  | ۳  | ۳  | ۴  | ۵  | ۶  | ۵  | ۵  | ۵  | ۸  | ۸  | ۸  | ۷  | ۷  | ۷  | ۷  | ۷  | ۵  | [ ۲ ] |
| اسپانیول        | ۱  | ۶  | ۷  | ۷  | ۷  | ۷  | ۷  | ۷  | ۶  | ۷  | ۵  | ۵  | ۵  | ۵  | ۵  | ۵  | ۵  | ۶  | [ ۲ ] |
| والنسیا         | ۱۰ | ۷  | ۶  | ۸  | ۸  | ۸  | ۸  | ۸  | ۷  | ۵  | ۶  | ۷  | ۶  | ۶  | ۶  | ۶  | ۶  | ۷  | [ ۲ ] |
| رئال سوسیداد    | ۷  | ۹  | ۸  | ۶  | ۴  | ۵  | ۶  | ۶  | ۸  | ۶  | ۷  | ۶  | ۸  | ۸  | ۸  | ۸  | ۸  | ۸  | [ ۲ ] |
| آلاوس           | ۸  | ۸  | ۹  | ۱۰ | ۹  | ۱۰ | ۱۰ | ۱۰ | ۹  | ۹  | ۹  | ۹  | ۱۰ | ۱۰ | ۱۰ | ۱۰ | ۱۰ | ۹  | [ ۲ ] |
| رئال یونیون     | ۹  | ۱۰ | ۱۰ | ۹  | ۱۰ | ۹  | ۹  | ۹  | ۱۰ | ۱۰ | ۱۰ | ۱۰ | ۹  | ۹  | ۹  | ۹  | ۹  | ۱۰ | [ ۲ ] |

### نتایج
| میزبان / مهمان  | آلاوس | آرناس | اتلتیک بیلبائو | بارسلونا | رئال سوسیداد | اسپانیول | رئال مادرید | راسینگ سانتاندر | رئال یونیون | والنسیا | منبع         |
| --------------- | ----- | ----- | -------------- | -------- | ------------ | -------- | ----------- | --------------- | ----------- | ------- | ------------ |
| آلاوس           | —     | ۳–۱   | ۰–۱            | ۱–۳      | ۴–۱          | ۱–۲      | ۰–۱         | ۱–۲             | ۱–۰         | ۲–۱     | BDFútbol.com |
| آرناس           | ۴–۲   | —     | ۲–۱            | ۱–۳      | ۳–۲          | ۳–۱      | ۲–۲         | ۲–۱             | ۵–۰         | ۴–۱     | BDFútbol.com |
| اتلتیک بیلبائو  | ۳–۲   | ۴–۱   | —              | ۳–۰      | ۴–۰          | ۳–۲      | ۳–۳         | ۵–۱             | ۲–۱         | ۷–۲     | BDFútbol.com |
| بارسلونا        | ۶–۰   | ۲–۲   | ۱–۳            | —        | ۲–۲          | ۴–۲      | ۲–۲         | ۲–۰             | ۳–۲         | ۳–۲     | BDFútbol.com |
| رئال سوسیداد    | ۴–۱   | ۷–۰   | ۳–۲            | ۰–۱      | —            | ۵–۲      | ۱–۵         | ۱–۲             | ۵–۰         | ۷–۱     | BDFútbol.com |
| اسپانیول        | ۴–۰   | ۴–۲   | ۱–۰            | ۰–۳      | ۶–۱          | —        | ۱–۲         | ۲–۰             | ۳–۱         | ۳–۰     | BDFútbol.com |
| رئال مادرید     | ۵–۰   | ۴–۰   | ۱–۱            | ۲–۰      | ۳–۰          | ۰–۰      | —           | ۱–۰             | ۳–۲         | ۴–۱     | BDFútbol.com |
| راسینگ سانتاندر | ۱–۱   | ۱–۱   | ۲–۰            | ۳–۲      | ۲–۱          | ۰–۰      | ۲–۱         | —               | ۲–۲         | ۴–۱     | BDFútbol.com |
| رئال یونیون     | ۰–۲   | ۱–۰   | ۱–۵            | ۱–۳      | ۴–۱          | ۲–۲      | ۱–۱         | ۲–۰             | —           | ۳–۲     | BDFútbol.com |
| والنسیا         | ۵–۱   | ۳–۲   | ۰–۰            | ۰–۰      | ۳–۱          | ۶–۴      | ۱–۱         | ۴–۰             | ۵–۱         | —       | BDFútbol.com |

## آمار فصل
| رتبه | بازیکن                | گل | تیم             |
| ---- | --------------------- | -- | --------------- |
| ۱    | باتا                  | ۱۵ | اتلتیک بیلبائو  |
| ۲    | جوزپ سامیتیر          | ۱۱ | بارسلونا        |
| ۲    | چولین                 | ۱۱ | رئال سوسیداد    |
| ۲    | مانوئل اولیوارس       | ۱۱ | رئال مادرید     |
| ۵    | ادلمیرو لورنزو        | ۱۰ | اسپانیول        |
| ۵    | خولیو آنتونیو الیسگوی | ۱۰ | رئال یونیون     |
| ۵    | سیسکو                 | ۱۰ | راسینگ سانتاندر |
| ۸    | گی‌یرمو گوروستیزا      | ۹  | اتلتیک بیلبائو  |
| ۸    | خوسه ایراراگوری       | ۹  | اتلتیک بیلبائو  |
| ۸    | کاپیاس                | ۹  | والنسیا         |

| گلزنان           | گل | تیم             |
| ---------------- | -- | --------------- |
| گی‌یرمو گوروستیزا | ۱۲ | اتلتیک بیلبائو  |
| باتا             | ۱۱ | اتلتیک بیلبائو  |
| چولین            | ۱۰ | رئال سوسیداد    |
| سیسکو            | ۱۰ | راسینگ سانتاندر |